# 本の雑誌社
株式会社本の雑誌社（ほんのざっししゃ）は、目黒考二、椎名誠、沢野ひとし、木村晋介によって設立された出版社。
事務所（会社）所在地は東京都新宿区四谷（1979年〜）、新宿区信濃町（1980年3月〜、7月に株式会社化）、新宿区新宿五丁目（1983年〜）、新宿区新宿御苑前（1989年〜）、渋谷区笹塚（1993年〜）、東京都千代田区神田神保町（2012年6月〜）。
書評を中心に本と活字にまつわる様々な話題を扱った月刊『本の雑誌』（書籍扱い。当初は季刊。隔月刊をへて月刊化した）を1976年4月より発行している。1980年7月に株式会社となる（発起人は椎名誠、目黒考二、沢野ひとし、社長は目黒考二、会計監査が木村晋介）。また、『本の雑誌』の連載コラムの書籍化や、執筆者の書き下ろし本、本に関する独自企画本を刊行している。すべての出版物において、特例を除き書店からの返品を受けない、完全売切制をとっている。

## 『本の雑誌』について

### 沿革
1976年4月、「書評とブックガイド」を標榜するミニコミ誌（初号印刷部数は500）としてスタートする。椎名のコラムの独特の文体や、従来の書評誌にはなかったエンタテインメント志向、独自視点の特集、新しい連載執筆者の発掘などで好評を得る。1984年に「活字のコラムマガジン」に転針する。
当初は「季刊」と称する不定期刊だったが、1979年5月に隔月刊化、1987年に「特小号」発行、1988年5月号から月刊化した。
創刊号の編集兼発行人は目黒考二。2号より編集人・椎名誠／発行人・目黒考二体制となる。実質的に編集発行人を務めた目黒考二が2001年に退任、二代目発行人に浜本茂が就任した。
2008年12月発売の『本の雑誌』2009年1月号において、経営危機にあることが公表された（椎名誠のコラム『今月のお話』及び浜本茂の編集後記）。
椎名は2011年1月号をもって編集人から退き、浜本が名実ともに編集発行人となった。顧問だった目黒も退任した。
2015年、第63回菊池寛賞を受賞。

### 掲載コラム
各号の特集記事以外の連載（2020年現在）
- 本棚が見たい！（巻頭写真ページ）
- その出版社、凶暴につき 四谷熱血「本づくり」黄金時代（田代靖久）
- マンションポエム東京論（大山顕）
- SF音痴が行くSF古典宇宙の旅（高野秀行）
- 新旧いろいろ面白本（椎名誠）
- 新刊めったくたガイド（北上次郎ほか）
- 続・棒パン日常（穂村弘）
- ミステリー春夏冬中（宇田川拓也）
- アルパカ文庫堂（内田剛）
- 本は人生のおやつです!!（坂上友紀）
- SF新世紀（山岸真）
- マンガ落穂ひろい（田中香織）
- 毎日でも通いたい古本屋さん（小山力也）
- 迷子の読書（べつやくれい）
- マガジン多誌済々（下井草秀）
- 一私小説書きの日乗（西村賢太）
- 生き残れ！燃える作家年代記（鈴木輝一郎）
- 黒い昼食会
- ユーカリの木の蔭で（北村薫）
- 憧れの住む東京へ（岡崎武志）
- 私がロト7に当たるまで（宮田珠己）
- モーター文学のススメ（速水健朗）
- マルジナリアでつかまえて（山本貴光）
- 坪内祐三の読書日記（坪内祐三）
- 連続的SF話（鏡明）
- 南の話（青山南）
- そばですよ（平松洋子）
- 鬼花――鬼刑事・花篤好美（中場利一）
- 三角窓口
- 書籍化までy光年（円城塔）
- 東京ロシアンルーレット（江部拓弥）
- 行間の広い本棚（石川美南）
- サイコドクターの日曜日（風野春樹）
- ホリイのゆるーく調査（堀井憲一郎）
- 神保町物語外伝（沢野ひとし）

## 『本の雑誌』以外の出版物

### 「別冊本の雑誌」
本の雑誌に掲載された文章をまとめたものや、独自の企画など。
1. ブックカタログ1000 さあ新しい書物探検の夜明けだ夜明けだ 1982.2
2. 読み物作家100人集 1982.6
3. ブックカタログ1000 PART2 1982.12
4. 恋愛小説読本 ブックガイド＆エッセイ 1983.6
5. ブックカタログ1000 PART3 1981.12
6. 活字中毒者読本 1984
7. 「本の雑誌」傑作選 1988.8
8. 「本屋さん」読本 1989.6
9. 三角窓口傑作選 1991 1991.2
10. 活字探偵団 1994.10
11. 「本の雑誌」傑作選 風雲篇 1995.11
12. 「三角窓口」傑作選 1997 1997.3
13. 図書館読本 2000.1
14. 新恋愛小説読本 2001.2
15. SF本の雑誌 2009.7
16. 古本の雑誌 2012.10
17. 本屋の雑誌 2014.5
18. 本の雑誌おじさん三人組が行く! 2017.3
19. 古典名作本の雑誌 2017.8
20. 10代のための読書地図 2021.7
21. 本の雑誌の目黒考二・北上次郎・藤代三郎  2023.9
22. 神保町 本の雑誌 2023.11

### 「本の雑誌増刊」
- おすすめ文庫王国 - 1999年から毎年12月に出版されている。ただし、2011年度版は2010年に2010-2011として出版された。
- 本屋大賞 - 2004年以降、毎年4月に出版されている。

### 「本の雑誌編集部」編の本
- 特集・本の雑誌1 出版業界篇 1995.11 角川文庫
- 特集・本の雑誌2 ブックガイド篇 1995.11 角川文庫
- 特集・本の雑誌3 活字の愉しみ篇 1995.11 角川文庫
- 匿名座談会 業界人が初めて語った舞台裏 1998.2
- 編集稼業の女たち 1998.9
- 新・匿名座談会 2000.10
- 活字探偵団 増補版 2000.1 角川文庫　別冊本の雑誌「活字探偵団」の増補版
- 本の業界 真空とびひざ蹴り 2001.6
- 日本読書株式会社 2001.9
- 注文の多い活字相談 新日本読書株式会社 2002.9
- よりぬき読書相談室 2003.7
- よりぬき読書相談室 特盛すこぶる本編 2004.6
- 作家の読書道 2005.10
- よりぬき読書相談室 どすこい幕の内編 2006.7
- 作家の読書道2 2007.8
- よりぬき読書相談室 みだれ打ち快答編 2007.9
- よりぬき読書相談室 疾風怒濤完結編 2008.10
- 作家の読書道3 2010.5
- 完全復刻版「本の雑誌」創刊号〜１０号BOXセット 2015.5
- この作家この10冊 2015.8
- ベスト10本の雑誌 2017.5
- 絶景本棚  中村規写真 2018.2
- ニッポンの本屋 2018.5
- 旅する本の雑誌 2018.7
- 下戸の夜  2019.6
- 働くわたし 2019.8
- この作家この10冊 PART2 2019.10
- 手のひら1　問いからはじまる 2020.03
- つくるたべるよむ　2020.03
- 絶景本棚2  中村規写真 2020.08
- 手のひら2　問いからはじまる 2020.12
- 社史・本の雑誌1 本の雑誌風雲録 2021.06	
  - 『本の雑誌』創刊45周年を記念して、目黒考二「本の雑誌風雲録」と椎名誠「本の雑誌血風録」を収録。また、表紙一覧や和田誠・装丁劇場をカラーで掲載し、45年目の特別寄稿や社員鼎談、写真館、年譜等も併載する。
- 社史・本の雑誌2 付録の本の雑誌　2021.06
  - カラーグラフ　表紙の本の雑誌／和田誠・装丁劇場／本の雑誌の４５年／本の雑誌写真館／再録・節目の本の雑誌 など
- 本屋、ひらく 2023.5
- 絶景本棚3  2024.3

## 関係者と助っ人
『本の雑誌』の創刊は、椎名、目黒の他に、当時『漫画アクション』編集者の本多健治（のちに双葉社取締役）もかかわっていた。また、最初に採用された社員は木原ひろみ（のちの群ようこ）一人だった。
初期の『本の雑誌』は、契約書店への直接持ち込みにより配本されていた。目黒によって組織された学生たちの配本部隊は、アルバイトではなく「助っ人」と呼ばれた。
のちのマガジンハウス編集者で、女優本上まなみの夫である沢田康彦も助っ人出身。また、お笑い演芸専門誌『カジノフォーリー』の編集長を務めた、竹本幹男も助っ人出身。
助っ人出身者は他に、白夜書房営業部藤脇邦夫、写真家の上原ゼンジ、翻訳家の那波かおり、岩本正恵、絵本作家の本下いづみ、ジャズ評論家の富澤えいち、書評家の吉田伸子、イラストレーターの福井若恵、小学館の編集者の徳山雅記（ステレオグラム本を多数刊行。現「ドラえもんルーム」担当）、編集者・ライターの河上進（南陀楼綾繁）、落語家の柳家喬之助などがいる。上原と吉田はのち、本の雑誌社の社員になった。
当時の助っ人にアルバイト代は出ず、見返りは、出前をとって空腹を満たすことであった。

### その他の関係者
- 菊池仁 - 書評家
- 野田知佑 - 作家、カヌーイスト
- 馳星周 - 作家。本名の「坂東齢人」名義で書評掲載。
- 中村征夫 - 写真家
- 佐藤秀明 - 写真家
- 太田和彦 - 59号より表紙デザイン担当
- クラフト・エヴィング商會 - 太田から表紙デザインを引き継ぐ。
- 中場利一 - 「本の雑誌」が育てた作家
- 植上由雄 - 「本の雑誌」が育てた作家
- 杉江由次 - 本の雑誌社営業部長。NPO法人「本屋大賞実行委員会」事務局担当

## 実話の漫画化
椎名誠と目黒考二が中心となって『本の雑誌』を立ち上げる経緯を描く漫画『黒と誠』（カミムラ晋作著）が、2022年7月から双葉社のWeb文芸マガジン「カラフル」で連載開始された。
双葉社には、『漫画アクション』編集部の本多健治が、かつて『本の雑誌』の創刊に関わっていたこと、『黒と誠』の企画を担当した編集者が、学生時代に本の雑誌社の助っ人だったという縁がある。。